# Crèdit subprime
Els crèdits subprime (coneguts com a B-paper, near-prime, non-prime, second chance lending) són aquells préstecs que tenen un tipus d'interès bancari major que el tipus d'interès preferencial. Aquests poden fer-se sobre hipoteca, préstecs automotors i targetes de crèdit.

## Concepte i creixement
El terme "subprime" en el sistema hipotecari dels Estats Units d'Amèrica fa referència als préstecs que no compleixen amb les directives de Fannie Mae o Freddie Mac, si bé sovint aquest terme és associat als préstecs atorgats a prestataris amb un historial creditor que no es coneix i que pot ser que el seu rating sigui bo o no.
Crèdits subprime també fan referència als préstecs bancaris que no han pogut ser venuts al mercat primari, incloent els atorgats per certs tipus d'inversions immobiliàries i certs tipus de treballadors per compte propi.
La seva evolució ha crescut amb la demanda del mercat per obtenir finançament, juntament amb la relaxació de les lleis de la usura i a una manca de disposició per part dels legisladors dels EUA per reconèixer els riscs inherents als consumidors.

## Tipus de subprimes

### Hipoteques (mortgage)
D'acord amb el Departament de Tresoreria dels EUA (US Department of Trasury) del 2001, es tracta de subjectes que normalment tenen historials creditors fluixos que inclouen algun impagament, i possiblement més problemes com préstecs impagats (charge-offs), judicis i bancarrotes. Ells també poden mostrar una reduïda capacitat de capitalització, tal com s'estableix en les puntuacions creditícies (credit scores), els diners que destina per pagar deutes (deb-to-income ratios) o altres criteris.
En general, les hipoteques subprime es defineixen com aquelles que tenen una puntuacions creditícies inferiors a 620 (el rang va de 300 a 850).
A principis del segle XXI van proliferar aquest tipus de préstecs; de l'any 2004 al 2006 prop del 21% d'hipoteques constituïdes en aquests anys eren d'aquest tipus, amb un valor de 600 bilions de dòlars dels EUA l'any 2006.
Aquestes hipoteques tenien les següents característiques:
- Pagament d'interessos: Permetia als subjectes pagar només l'interès durant un període (5-10 anys).
- "pay option" préstecs, amb interessos variables, per aquells qui volien elegir el mes de pagament (pagament complet, només interès, o un mínim pagament que podia ser inferior al pagament requerit per reduir el préstec).
- "hybrid mortages", hipoteques amb interessos fixos que en un temps breu es reconvertien a interessos variables (adjustable).

Aquestes últimes van créixer molt des dels anys 90; les més comunes tenien el "2-28 loan", que oferien un interès inicial baix que roman fix durant 2 anys abans que el préstec passi a ser d'interès variable pel temps total de la vida del préstec, en aquest cas, 28 anys. El nou interès és fixat per un marge sobre un índex, per exemple: 5% sobre el líbor de 12 mesos. Variacions del "2-28" inclouen el "3-27" i el "5-25".

### Targetes de crèdit
Als anys 90 les empreses de targetes de crèdit dels Estats Units d'Amèrica van començar a oferir targetes de crèdit d'aquestes característiques a subjectes amb puntuació creditícia baixa en un moment en què les lleis de la usura van ser suavitzades. Aquestes començaven amb límits crediticis baixos i freqüentment tenien taxes d'interès tan altes com del 30% o més. El 2002, un alentiment de l'economia dels EUA va provocar una baixada dels interessos (o desaparició de l'empresa).
Per l'any 2007, van tornar a créixer el mercat de targetes subprime i la competència va fer el mercat més competitiu, provocant que les empreses oferissin targetes amb condicions més atractives; les taxes d'interessos comencen del 9,9% però en alguns casos encara estan a xifres de fins a un 24%.

## Risc i polèmica

### Risc
Són arriscats pels prestadors i prestataris degut a la combinació d'altes taxes d'interès, historials creditors pobres (historials poc precisos) i situacions financeres potencialment adverses. Un préstec d'aquestes característiques sol oferir-se a un interès més alt que els préstecs A-Paper degut a l'apreciació del seu major perill.
A causa de la crisi hipotecària, la seva controvèrsia ha anat en augment, ja que en aquesta crisi de préstecs i crèdits subprime s'ha donat un contagi que ha donat lloc a una restricció de la disponibilitat de crèdit en els mercats mundials financers. Milions de prestataris han inflat pagaments i retallat part del pressupost familiar; molts s'han vist obligats a la morositat o a un expedient de bancarrota; de retruc, molts corredors o prestadors d'aquests crèdits han hagut de tancar, d'altres han de fer front a l'expedient de bancarrota i d'altres han estat absorbits o comprats per altres entitats.

### Polèmica
A més, són molt controvertits. Els seus opositors presumeixen que els prestadors subprime es dediquen a pràctiques depredadores, com elegir deliberadament als prestataris que no poden entendre què firmen, o d'atorgar els préstecs a persones que mai podran complir amb els termes dels préstecs; molts d'ells inclouen honoraris de tramitació molt alts, termes i condicions ocultes i, sovint, condueixen a la impossibilitat de reintegrar-los, la confiscació de la garantia i l'execució hipotecària. El Wall Street Journal va reportar que per l'any 2006 un 61% dels prestadors que van rebre préstecs subprime posseïen puntuacions de crèdit prou altes per ser qualificades com a préstecs de prima convencional.
Hi ha hagut acusacions de discriminació hipotecària per motius racials. És en aquest punt en què els defensors dels subprime afirmen que s'estén el crèdit a persones que d'altra manera no haurien tingut accés als mercats de crèdit.